# Charlie Murphy (színművész, 1959–2017)
Charlie Murphy, született Charles Quinton Murhy (New York, Brooklyn, 1959. július 12. – New York, 2017. április 12.) amerikai színész, komikus, író. Eddie Murphy bátyja.

## Fiatalkora
1959. július 12-én született Brooklynban. Édesanyja, Lillian Murphy telefonközpontos volt, édesapja, Charles Edward Murphy pedig közlekedési rendőr, színész és humorista.
Murphy kamaszként tíz hónapot töltött börtönben. 1978-ban, a szabadulása napján jelentkezett az Egyesült Államok haditengerészetéhez, ahol hat évig kazántechnikusként dolgozott.

## Magánélete és halála
Murphy a New Jersey állambeli Tewksbury Township-ben élt. 1997-től Tisha Taylor Murphy volt a felesége, aki 2009 decemberében méhnyakrákban elhunyt. A párnak két közös gyermeke született, Murphynek pedig egy gyermeke volt egy korábbi kapcsolatából. Karatézott.
2017. április 12-én, 57 éves korában leukémiában hunyt el Brooklynban.

## Filmográfia

### Mozifilmek
- Harlemi éjszakák (Harlem Nights) (1989)
- Mo' Better Blues (1990)
- Dzsungelláz (Jungle Fever) (1991)
- Játékosok klubja (The Players Club) (1998)
- Sodródás (Paper Soldiers) (2002)
- Csalóból csali (King's Ransom) (2005)
- Kavaró korisok (Roll Bounce) (2005)
- Éjszaka a múzeumban (Night at the Museum) (2006)
- Norbit (2007, hang)
- Házasodik a család (Our Family Wedding) (2010)
- Lottószelvény (Lottery Ticket) (2010)

### Tv-filmek
- A fiam nélkül soha (The Kid Who Loved Christmas) (1990)

### Tv-sorozatok
- Chappelle’s Show (2003–2004, nyolc epizódban)
- A kertvárosi gettó (The Boondocks) (2005–2010, hang, 10 epizódban)
- Black Jesus (2014)